# Лопатин (Львовская область)

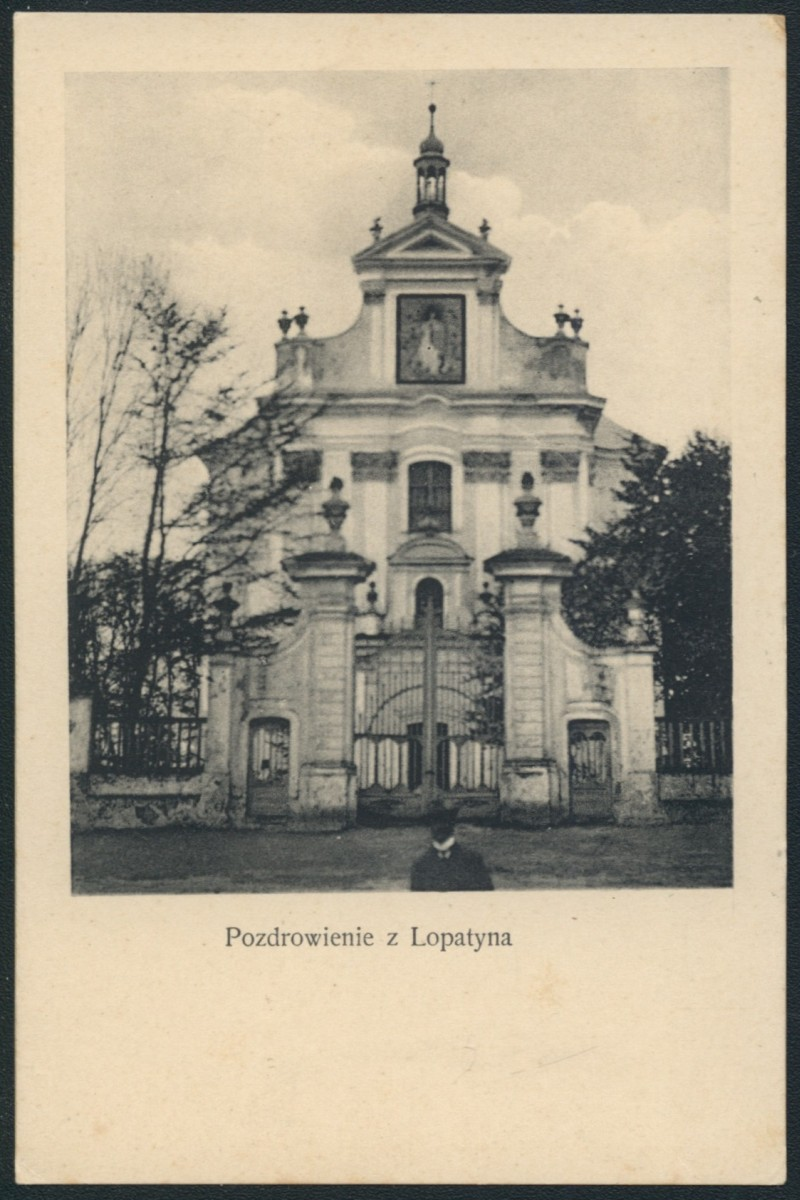
Костел Непорочного зачатия Девы Марии (1782) в Лопатине

Лопатин (укр. Лопатин) — посёлок в Шептицком районе Львовской области Украины. Административный центр Лопатинской поселковой общины.

## Географическое положение
Расположен в равнинной местности на реке Островка, притоком Стыря, среди лесов, болот и торфяников Малого Полесья.

## История
Первые упоминания о Лопатине обнаружены в исторических источниках, относящихся к 1366 г. Село входило тогда как волостной центр в состав древнерусского удельного Белзского княжества, которым с 1364 до 1377 гг. владели литовские князья. Со второй половины XIV века Лопатин уже часто упоминался в исторических документах. В 1377 село попало под власть Венгрии, так как Лопатин входил в пограничную с Польшей территорию, поэтому на село претендовали и Литва, и Польша.
Венгерский (одновременно и польский) король Людовик I Великий отдал его опольскому князю Владиславу, который разместил здесь венгерский гарнизон. Но после смерти Людовика в 1382 году Владислав не смог удержать в своих руках Лопатин и вынужден был продать его луцкому князю Федору Любартовичу.
Спустя некоторое время польский король Ягайло отобрал Лопатин, и он стал королевским селом. В 1396 король отдал с правом наследования уезд (в том числе и Лопатин) мазовецкому князю Земовиту. После долгих лет борьбы Литва вновь захватила Лопатин вместе с Олеском. Но в 1432 великий князь литовский Сигизмунд вынужден был вернуть Лопатин и несколько других пограничных сел Польше.
В документах XV в. село упоминается и под названиями Лопачино, Лопацин. В годы борьбы между Польшей и Литвой мазовецкий князь Земовит построил в 1413 в Лопатине костёл, основал католический приход и поселил здесь ксёндза, предоставив церкви право владеть полем и корчмой.
В 1443 костёл получил во владение село Батыев и право собирать десятину с населения. Власть в местечке Лопатин находилась в руках войта, владевшего шестью ланами земли.
В конце XVI в. Лопатин утратил статус волостного центра и стал обычным селом Бусского уезда Белзского воеводства. Спустя некоторое время Лопатин вместе с окружающими селами перешёл в потомственное владение помещиков-шляхтичей.
Много бедствий приносили крестьянам опустошительные набеги татарских орд. Во время набега татар в 1629 Лопатин сильно пострадал. После этого только 56 дворов могли уплатить подымное (подать от каждого двора). Спустя 20 лет село снова разрушили татары. Часть жителей попала в плен, многие из тех, кто прятался в окружающих лесах, погибли от голода и болезней, утонули в болотах.
В 1772 село, входившее с 1782 по 1789 в Бродовский округ, попало под власть Австрийской империи. Большинство жителей Лопатина составляли помещичьи крестьяне.
Накануне ликвидации крепостного права селом владел крупный помещик граф А. Замойский. Из 7145 моргов лопатинской земли, принадлежавшей ему, в крестьянском пользовании находилось 3525 моргов.
С 1789 по 1867 село входило в Золочевский округ, с 1867 по 1918 — в Бродовский уезд. С 1921 по 1932 местечко входило в Бродовский уезд Тернопольского воеводства.
По данным австрийской переписи 1869 г. в Лопатине проживало 2159 чел., а в 1900 — 3206 жителей, в 1941 — 4017 чел.
28 июня 1941 г. немецкие оккупанты заняли Лопатин. В 1944 через Лопатин проходили партизанские соединения под командованием П. П. Вершигоры. Посёлок партизаны захватили врасплох, так что испуганный немецкий гарнизон не успел оказать сопротивления. Недобитые фашисты убежали в Радехов. Партизаны разрушили телеграфную линию, подорвали местный спиртзавод и пошли дальше на запад.
В марте 1944 части Красной Армии освободили Лопатин. После ожесточённых боёв в районе Бродов фашисты на некоторое время вновь захватили Лопатин, но 17 июля 1944 он стал советским. В освобождении Лопатина участвовали подразделения Ташкентского стрелкового и 174-го Краснознаменного сапёрного полков. В боях за посёлок особенно отличились Герой Советского Союза офицер Селенчук и сержант Сланцов, в течение двух дней отбивали атаки фашистов, пока не пришло подкрепление. Многие солдаты и офицеры погибли смертью храбрых. Среди них сержант К. П. Рябихин, рядовые И. П. Бойко, К. Д. Гвоздь, М. И. Поляков и другие. В братской могиле, которая находится в поселковом сквере, похоронено более 200 человек. В 1962 здесь был установлен памятник.
В начале 1970-х годов основой экономики посёлка являлись спирто-крахмальный комбинат и добыча торфа.

## Экономика
- спиртзавод[3] (30 октября 2020 он был приватизирован)[4].

## Транспорт
Расположен в 20 км от ближайшей железнодорожной станции Радехов на линии Львов — Луцк Львовской железной дороги.
Через Лопатин проходят автодороги Львов—Радехов—Броды и Буск—Берестечко.

## Достопримечательности

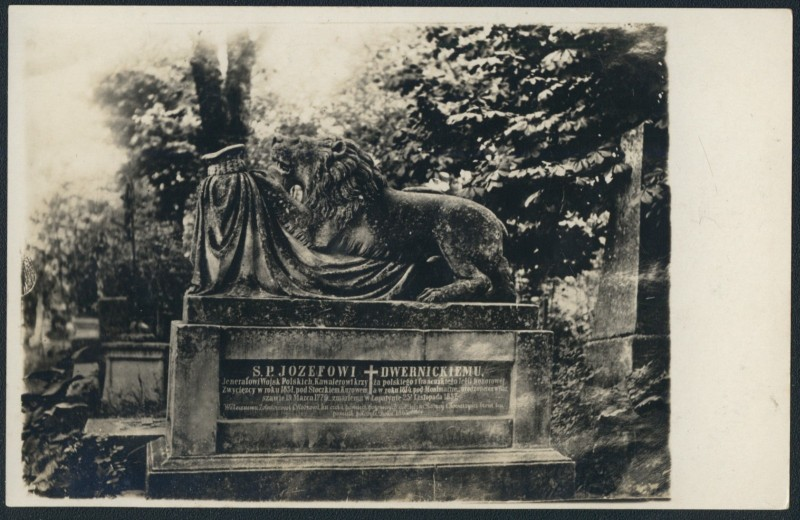
Могила ген. Юзефа Дверницкого, участника Наполеоновских войн и Польского восстания 1830—1831 гг.на кладбище Лопатина

- Римско-католический парафиальный Костел Непорочного зачатия Девы Марии, построенный в 1782 г. выдающимся архитектором эпохи позднего барокко, работавшего в западных районах Украины Бернарда Меритина. Ранее здесь находилась Чудотворная икона Лопатинской Божьей Матери. Её изображение помещено на герб поселка. В данное время в костеле — имеется копия чудотворной иконы.
- Дворец XVIII века.
- Могила и памятник польского генерала, участника Наполеоновских войн и Польского восстания 1830—1831 гг. Юзефа Дверницкого на местном католическом кладбище.